# Alex Barron (Rennfahrer)

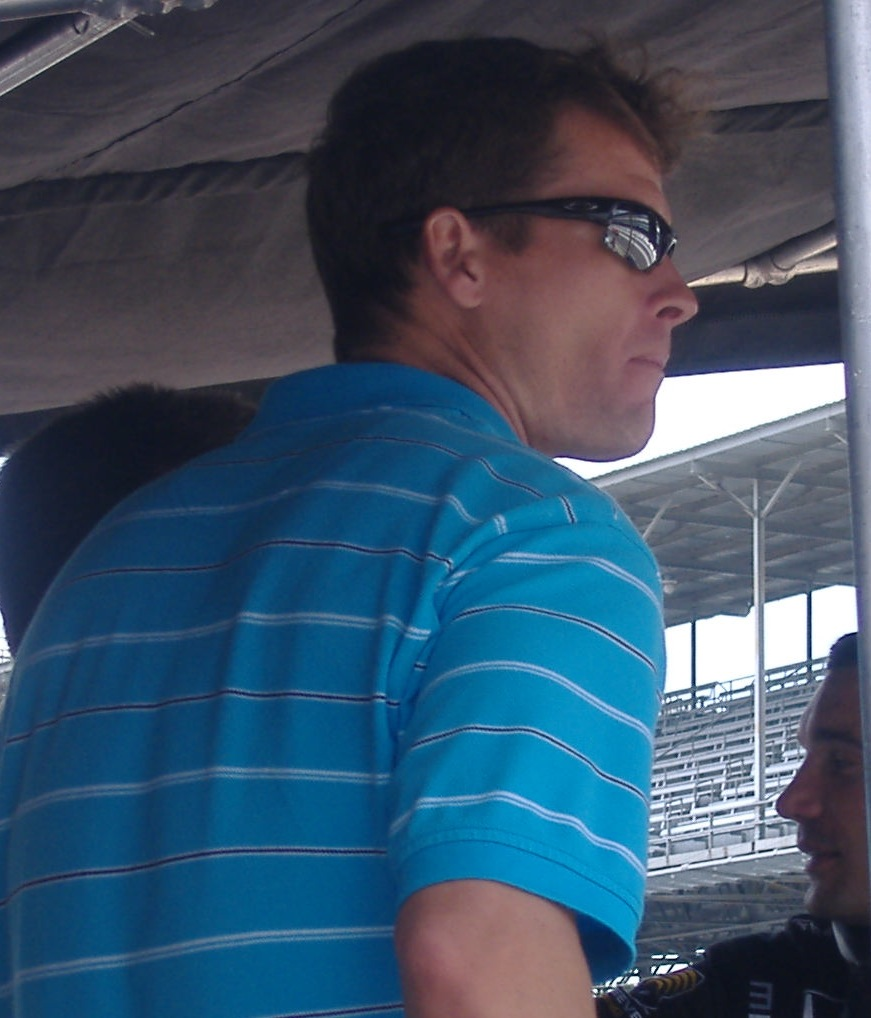
Alex Barron (2006)

Alex Barron (* 11. Juni 1970 in San Diego, Kalifornien) ist ein ehemaliger US-amerikanischer Automobilrennfahrer. Er gewann 1997 die Atlantic Championship. Von 1998 bis 2001 fuhr er in der CART-Serie. 2001 bis 2007 trat er in der IndyCar Series an. Dabei war der fünfte Gesamtrang 2002 seine beste Gesamtplatzierung.

## Karriere
Barron begann seine Motorsportkarriere im Kartsport. 1996 erfolgte sein Wechsel in den Formelsport und er fuhr in der U.S. F2000 National Championship. Er erreichte den achten Platz in seiner Debütsaison. 1997 wechselte Barron in die Atlantic Championship und ging für Lynx Racing an den Start. Er gewann fünf Rennen und entschied die Meisterschaft mit 178 zu 136 Punkten vor seinem Teamkollegen Memo Gidley für sich.
1998 erhielt Barron ein Cockpit in der CART-Serie bei All American Racing. Mit zwei zwölften Plätzen als besten Ergebnisse beendete Barron die Saison auf dem 27. Gesamtrang. Damit lag er eine Position hinter seinem Teamkollegen P. J. Jones. 1999 begann Barron seine zweite CART-Saison für All American Racing. Er erzielte beim vierten Saisonrennen mit seinem neunten Platz erstmals eine Top-10-Platzierung. Nach dem siebten Rennen verlor er sein Cockpit an Gualter Salles. Er kam anschließend bei zwei Rennen für Penske zum Einsatz. Ein längerfristiges Engagement bei dem Rennstall erhielt er jedoch nicht.
2000 war Barron zunächst ohne Cockpit. Er löste schließlich Salles bei Dale Coyne Racing für die letzten sechs Saisonrennen ab. In der Gesamtwertung erzielte er mit Platz 26 seine beste Endplatzierung in dieser Serie. 2001 fuhr er die letzten zwei Rennen für Arciero-Blair Racing als Ersatz für Max Wilson. Dabei kam er einmal auf dem neunten Platz ins Ziel. Darüber hinaus debütierte Barron 2001 in der Indy Racing League. Für Sam Schmidt Motorsports absolvierte er ein Rennen.
2002 entschied sich Barron für einen vollständigen Wechsel in die Indy Racing League. Er war Vollzeitpilot bei Blair Racing. Er erreichte beim diesjährigen Indianapolis 500 den vierten Platz, der seine erste Top-5-Platzierung in einer der beiden IndyCar-Meisterschaften darstellte. Beim Firestone Indy 200 auf dem Nashville Superspeedway gelang ihm sein erster IndyCar-Sieg. Mit einer weiteren Podest-Platzierung schloss er die Saison auf dem fünften Gesamtrang ab. Nachdem Blair Racing 2003 den Rennbetrieb eingestellt hatte, war Barron ohne festes Cockpit in der in IndyCar Series umbenannten Serie. Für Penske absolvierte er zunächst ein Rennen als Vertretung für Gil de Ferran. Bei Testfahren vor dem nächsten Rennen, dem Indianapolis 500, erzielte Barron für Penske eine Tagesbestzeit. Jedoch wurde de Ferran wieder rechtzeitig fit und Penske gelang es nicht, ein zusätzliches Fahrzeug für Barron einzusetzen. Nachdem sich Arie Luyendyk, der ein zusätzliches Fahrzeug von Mo Nunn Racing fahren sollte, im Training zum Indianapolis 500 verletzt hatte, wurde Barron als Ersatz verpflichtet. Im Rennen wurde Sechster. Barron blieb darauf bei Mo Nunn Racing und fungierte als Spotter, kam in den nächsten vier Rennen jedoch nicht zum Renneinsatz. Danach kehrte er – diesmal als Verletzungsvertretung für Felipe Giaffone – ins Mo-Nunn-Cockpit zurück und fuhr fünf Rennen. Dabei gelang ihm beim Firestone Indy 400 auf dem Michigan International Speedway sein zweiter IndyCar-Sieg. Für die letzten drei Saisonrennen erhielt Barron ein Cockpit bei Red Bull Cheever Racing und löste Buddy Rice ab. In der Gesamtwertung wurde Barron 17.
2004 bildete Barron zusammen mit dem Rookie Ed Carpenter das Fahrerduo bei Red Bull Cheever Racing. Ein dritter Platz blieb Barrons einzige Podest-Platzierung. Barron erreichte den zwölften Gesamtrang und entschied damit das interne Duell gegen Carpenter, der 16. wurde, für sich. 2005 war Barron erneut ein Fahrer von Red Bull Cheever Racing. Patrick Carpentier wurde sein neuer Teamkollege. Barron stand mit einem dritten Platz ein weiteres Mal auf dem Podium. In der Fahrerwertung verbesserte er sich auf den elften Platz und lag damit eine Position hinter Carpentier.
Nachdem Red Bull Ende 2005 bei Cheever Racing ausgestiegen war, verlor Barron sein IndyCar-Cockpit. Barron wechselte zurück in die Atlantic Championship, in der er für Polestar Racing an zehn von zwölf Rennen teilnahm. Es gelang ihm dort nicht, an seine ehemaligen Erfolge anzuknüpfen und er erreichte den 14. Platz in der Fahrerwertung. Darüber hinaus fuhr Barron zwei Langstreckenrennen in der Rolex Sports Car Series.
2007 kehrte Barron mit CURB/Agajanian/Beck Motorsports für drei Rennen in die IndyCar Series zurück. Er erreichte den 22. Platz in der Fahrerwertung. 2008 nahm Barron an einem Rennen der Rolex Sports Car Series teil. Dies war seine letzte Rennteilnahme und er beendete danach seine Karriere.

## Statistik

### Karrierestationen
| - 1996: U.S. F2000 National Championship (Platz 8) - 1997: Atlantic Championship (Meister) - 1998: CART (Platz 27) - 1999: CART (Platz 27) - 2000: CART (Platz 26) | - 2001: CART (Platz 29) - 2001: Indy Racing League (Platz 44) - 2002: Indy Racing League (Platz 5) - 2003: IndyCar Series (Platz 17) - 2004: IndyCar Series (Platz 12) | - 2005: IndyCar Series (Platz 11) - 2006: Atlantic Championship (Platz 14) - 2006: Rolex Sports Car Series, DP (Platz 78) - 2007: IndyCar Series (Platz 22) - 2008: Rolex Sports Car Series, DP (Platz 59) |